# Gelmerbahn

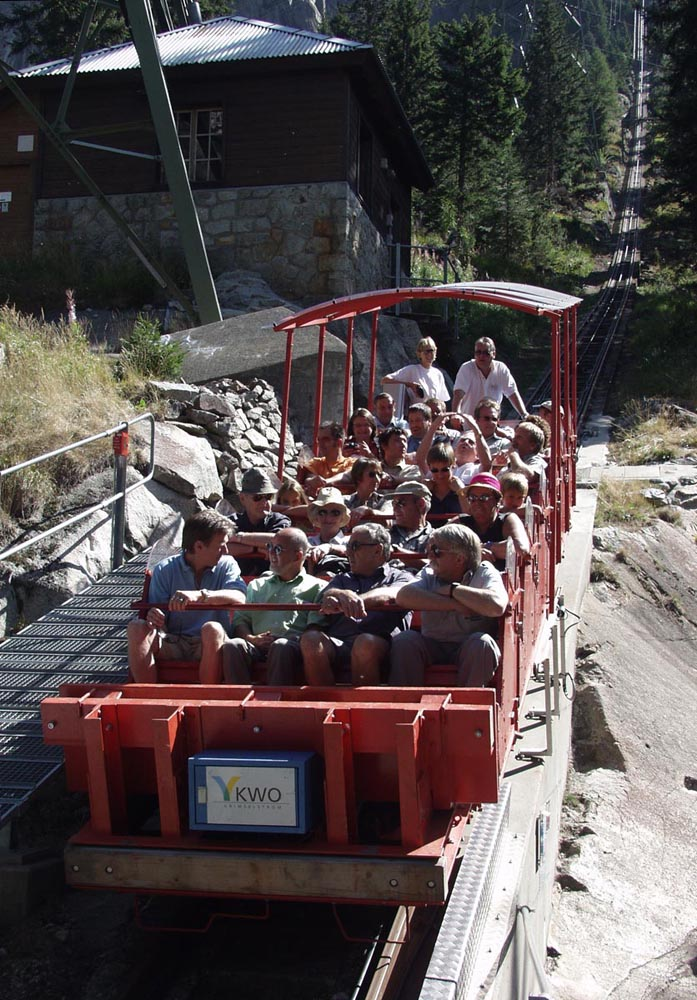
Gelmerbahn kurz nach der Abfahrt aus der Talstation

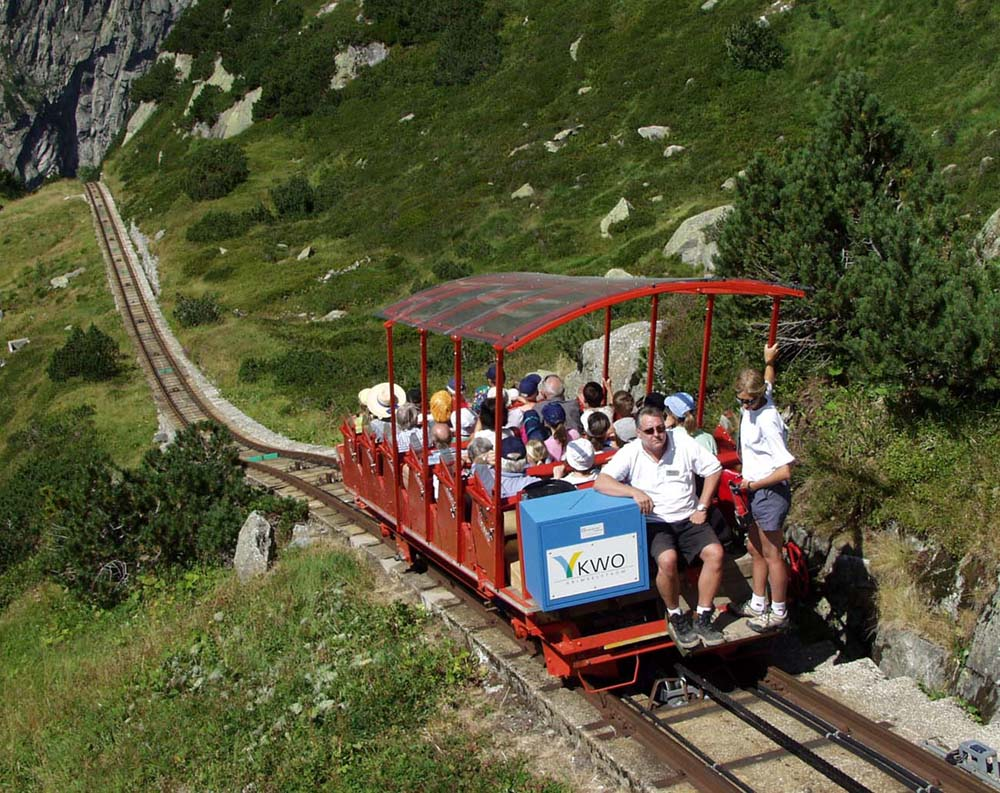
Rückfahrt von der Bergstation

Die Gelmerbahn ist eine Standseilbahn in der Gemeinde Guttannen im Berner Haslital in der Schweiz.
Sie führt vom Handegg hinauf zum Gelmersee und hat eine maximale Steigung von 106 %. Sie wird vom Betreiber als steilste offene Standseilbahn Europas bezeichnet.
Seit 2017 ist die Stoosbahn mit 110 % Steigung die steilste Standseilbahn.

## Lage
Die Fahrt im offenen Wagen führt von Handegg  (1400 m ü. M.) im Haslital, zwischen Innertkirchen und dem Grimselpass, hinauf zum Gelmersee  (1850 m ü. M.), einem Stausee der Kraftwerke Oberhasli.
Öffentliche Fahrten finden von Juni bis Oktober statt.

## Geschichte
Die Werkbahn wurde für den Bau der Gelmerstaumauer und der Wasserzuleitung zum Kraftwerk Handeck gebaut und nahm 1926 den Betrieb auf. Im Jahr 2001 musste sie total erneuert werden und die Kraftwerke Oberhasli AG (KWO) entschlossen sich, die Gelmerbahn zusätzlich für den öffentlichen Betrieb auszurüsten. Anfänglich durften pro Fahrt nur acht Personen befördert werden, weil die Bahn nur eine kantonale Betriebsbewilligung hatte. Wegen des grossen Andrangs entschied man sich dazu, eine eidgenössische Konzession zu beantragen. Seit 2004 kann – nach kleineren technischen Anpassungen – die volle Kapazität genutzt werden.

## Technische Daten
| Spurweite           | 1000 mm             |
| Streckenlänge       | 1028 m              |
| Höhendifferenz      | 450 m               |
| Mittlere Steigung   | 49,4 %              |
| Maximale Steigung   | 106 %               |
| Fahrgeschwindigkeit | 2 m/s (7,2 km/h)    |
| Fahrzeit            | 10 Minuten          |
| max. Nutzlast       | 10 Tonnen           |
| Personenkapazität   | 24 + Fahrzeugführer |

## Benachbarte Schrägaufzüge

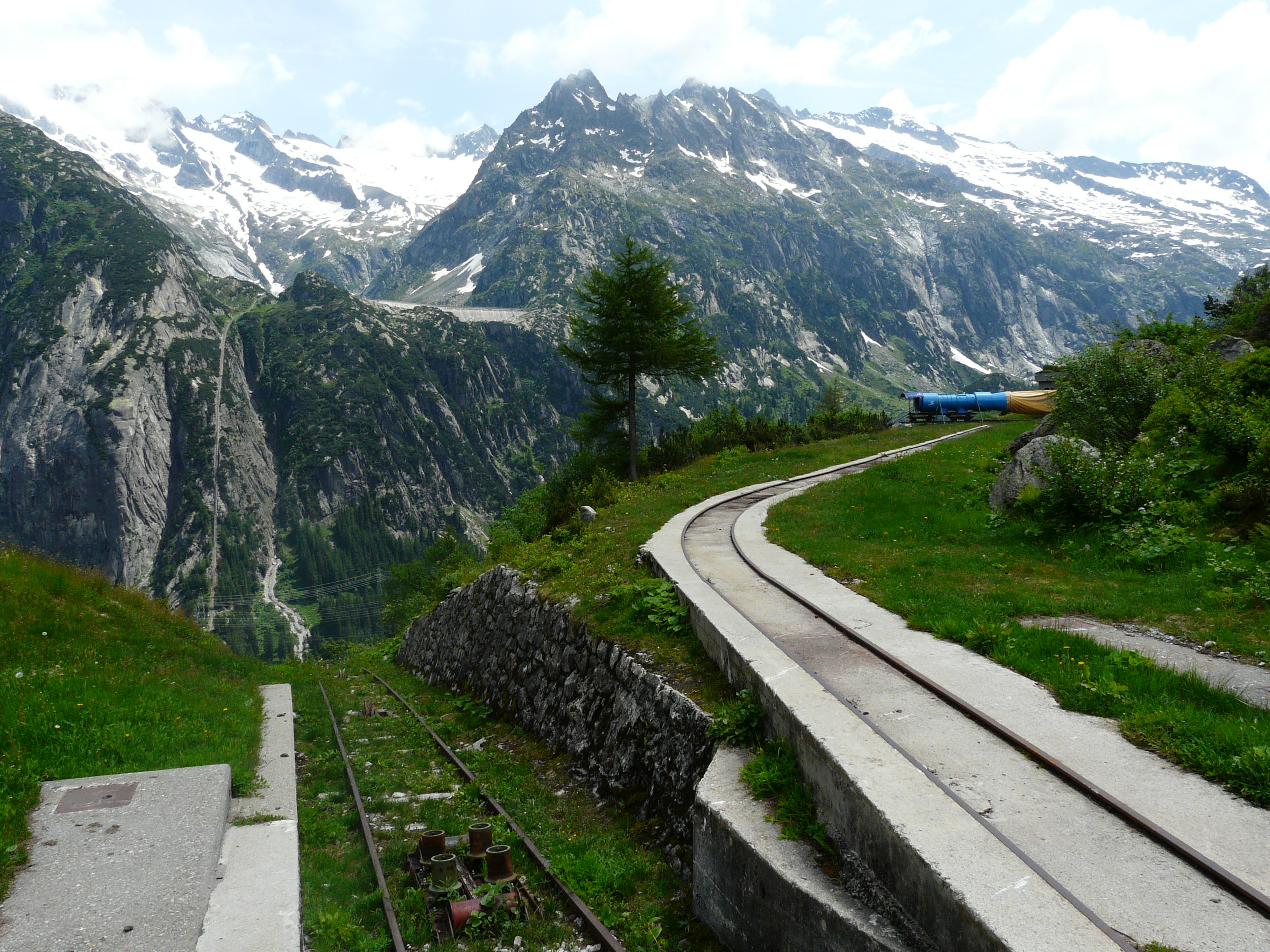
Bergstation am Wasserschloss Handeggfluh Ärlen: Blick auf die gegenüberliegende Gelmerbahn-Trasse (links)

### Handegg – Wasserschloss Handeggfluh Ärlen
1948 wurde auf der gegenüberliegenden Talseite ein nicht für den öffentlichen Verkehr freigegebener Schrägaufzug  zwischen Handegg  (1414 m ü. M.) und dem Wasserschloss Handeggfluh Ärlen  (1680 m ü. M.) in Betrieb genommen. Auf 867 m Länge überwindet er eine Höhendifferenz von 266 m.

### Handegg Sagiplatz – Handegg Gelmerbahn
Zwischen 1926 und 1994 existierte ein inzwischen vollständig zurückgebauter, 260 m langer Schrägaufzug zwischen dem Sagiplatz und der Talstation der Gelmerbahn.